# Szóka Júlia
Szóka Júlia (Veszprém, 1963. december 12. –) magyar színésznő, operetténekes.

## Életpályája
Veszprémben született, 1963. december 12-én. Középiskoláit Pápán végezte, a Türr István Gimnáziumban érettségizett.  

„Már gyerekként három évad erejéig felléptem a Veszprémi Petőfi Színházban. Nyuszika szerepét játszottam Tamási Áron Búbos vitézében. A pápai évek után a győri konzervatóriumban tanultam zenei szakmai tárgyakat, így zenetörténetet, összhangzattant, és mellette a Győri Kisfaludy Színházban, a Háry Jánosban szerepeltem az énekkarban. Magyar Mária és Bede-Fazekas Csaba játszották a főszerepet. Diákként rajongtam azokért a színészekért, akik később kollégáim lettek.”

 Közben felvették a Liszt Ferenc Zeneművészeti Főiskolára, ahol énekművészként diplomázott 1988-ban. 1988-tól a Fővárosi Operettszínház, illetve a Budapesti Operettszínház tagja volt. Rendszeresen turnézott Németországtól Amerikáig, Hollandiától, Japánig. 1998-ban megkapta az Év Primadonnája díjat. 2000-től szabadfoglalkozású művésznő. Szoprán énekesnőként szinte minden műfajban énekelt már (operától a könnyűzenéig), prózai szerepeket is játszik. Művészi munkája mellett tanítással is foglalkozik.
Nagybátyja: Simon Géza színész, érdemes művész, a Győri Nemzeti Színház örökös tagja.

## Elismerések
- Dankó Pista Életműdíj (2023)
- Magyar Arany Érdemkereszt - állami kitüntetés (2024)

## Fontosabb színházi szerepei
- Johann Strauss: A denevér...Adél
- Johann Strauss: Cigánybáró...Szafi, cigányasszony
- Ábrahám Pál: Viktória...Viktória
- Ábrahám Pál: Bál a Savoyban...Madelaine
- Kálmán Imre: Csárdáskirálynő...Szilvia
- Kálmán Imre: Marica grófnő...Marica grófnő
- Kálmán Imre: Cirkuszhercegnő...Fedora Palinska (Soproni Petőfi Színház)
- Kálmán Imre: A cigánybáró...Juliska (Békéscsabai Jókai Színház; Gyulai Várszínház)
- Nico Dostal – Hermann Nermecke: Magyar menyegző...Janka (a bíró lánya) (Békéscsabai Jókai Színház)
- Victor Hugo: Nyomorultak...Cosette
- Lehár Ferenc: Cigányszerelem...Zórika
- Lehár Ferenc: Luxemburg grófja...Angela Didier
- Lehár Ferenc: A mosoly országa...Liza (Fővárosi Operettszínház; Békéscsabai Jókai Színház)
- Huszka Jenő: Gül baba...Leila
- Huszka Jenő: Mária főhadnagy...Leibstück Mária
- Huszka Jenő: Lili bárónő...Lili bárónő (Turay Ida Színház
- Jacobi Viktor: Sybill...Sybill (Turay Ida Színház
- Csurka István: Döglött aknák...Ápolónő (Soproni Petőfi Színház; Turay Ida Színtársulat)
- Móricz Zsigmond: Nem élhetek muzsikaszó nélkül...Veronika, vígözvegy (Soproni Petőfi Színház)
- Kacsóh Pongrác: János vitéz...Francia királylány
- Miklós Tibor: Egy bohém rapszódiája (Freddie Mercury és a Queen slágerei)...szereplő  (Margitszigeti Szabadtéri Színpad)

## Önálló est
- "Egy fekete és egy szőke..." (Nyertes Zsuzsa és Szóka Júlia műsora)

## Filmek, tv
- Csak egy kislány (Válogatás filmdalokból)
- Húzzátok, cigányok! (TV-műsor)
- Operett.hu (TV- műsor)
- Bongó-show
- Ábrahám Pál: Bál a Savoyban
- Barátok közt
- Interoperett, operettgálák
- Sláger – Hotel Aquincum – Zenés pillanatok egy szálloda életéből (1991)